# Distretto di Podil's'k
Il distretto di Podil's'k (in ucraino Подільський район?, Podil's'kyj rajon) è un distretto dell'Ucraina situato nell'oblast' di Odessa; ha per capoluogo Podil's'k.Ha una popolazione di 220 796 abitanti. Il distretto è stato costituito nel 1923.
Fino al maggio del 2016 era noto come distretto di Kotovs'k (in ucraino Котовський район?, Kotovs'kyj rajon), dal nome del rispettivo capoluogo (in ucraino Котовськ?). La nuova denominazione è stata approvata dal Consiglio supremo dell'Ucraina il 21 maggio del 2016, in conformità con la legge che proibisce i nomi di origine comunista.
Il 18 luglio 2020, come parte della riforma amministrativa dell'Ucraina, il numero di distretti dell'oblast di Odessa è stato ridotto a sette e l'area del distretto di Podil's'k è stata notevolmente ampliata.